# Otto John Maenchen-Helfen
Otto John Maenchen-Helfen (en allemand: Otto Mänchen-Helfen), né le 26 juillet 1894 à Vienne et mort le 29 janvier 1969 à Berkeley, est universitaire, sinologue, historien, écrivain et voyageur autrichien.

## Biographie
De 1927 à 1930 il travaille à l'institut Marx-Engels-Lenin (en) à Moscou, et de 1930 à 1933 à Berlin. En 1929, il se rend en Mongolie, au Népal, au Cachemire et en Afghanistan.
Quand le Parti nazi remporte les élections en Allemagne, il revient en Autriche, et dès l'Anschluss en 1938 il émigre aux États-Unis. Il devient professeur à l'Université de Californie à Berkeley. Il effectue d'importants travaux sur l'histoire des Huns, qui sont aujourd'hui considérés comme étant en partie obsolètes, en partie révisés.
Il est le premier non-russe à voyager en Tannou-Touva et en rendre compte. Il obtient l'autorisation d'y voyager et d'étudier les habitants en 1929. Plus tard il publia un récit dans le livre, Reise ins asiatische Tuwa.

## Œuvres
- (en) The World of the Huns : Studies in Their History and Culture, University of California Press, 1er août 1973, 673 p..